# Сансет-Веллі (Техас)
Сансет-Веллі (англ. Sunset Valley) — місто (англ. city) в США, в окрузі Тревіс штату Техас. Населення — 683 особи (2020).

## Географія
Сансет-Веллі розташований за координатами 30°13′34″ пн. ш. 97°48′57″ зх. д. / 30.22611° пн. ш. 97.81583° зх. д. (30.225990, -97.815914).  За даними Бюро перепису населення США в 2010 році місто мало площу 3,64 км², уся площа — суходіл.

## Демографія
Згідно з переписом 2010 року, у місті мешкало 749 осіб у 304 домогосподарствах у складі 196 родин. Густота населення становила 206 осіб/км².  Було 324 помешкання (89/км²).
Расовий склад населення:
| - 83,8 % — білих - 7,9 % — азіатів - 1,3 % — чорних або афроамериканців - 0,4 % — корінних американців - 4,0 % — осіб інших рас |

До двох чи більше рас належало 2,5 %. Частка іспаномовних становила 17,8 % від усіх жителів.
За віковим діапазоном населення розподілялося таким чином: 22,4 % — особи молодші 18 років, 66,3 % — особи у віці 18—64 років, 11,3 % — особи у віці 65 років та старші. Медіана віку мешканця становила 38,7 року. На 100 осіб жіночої статі у місті припадало 106,3 чоловіків;  на 100 жінок у віці від 18 років та старших — 96,9 чоловіків також старших 18 років.
Середній дохід на одне домашнє господарство  становив 171 772 долари США (медіана — 131 058), а середній дохід на одну сім'ю — 196 561 долар (медіана — 141 500). За межею бідності перебувало 1,5 % осіб, у тому числі 0,0 % дітей у віці до 18 років та 0,0 % осіб у віці 65 років та старших.
Цивільне працевлаштоване населення становило 402 особи. Основні галузі зайнятості: освіта, охорона здоров'я та соціальна допомога — 24,6 %, науковці, спеціалісти, менеджери — 22,1 %, мистецтво, розваги та відпочинок — 21,6 %.